# 阪急600形電車

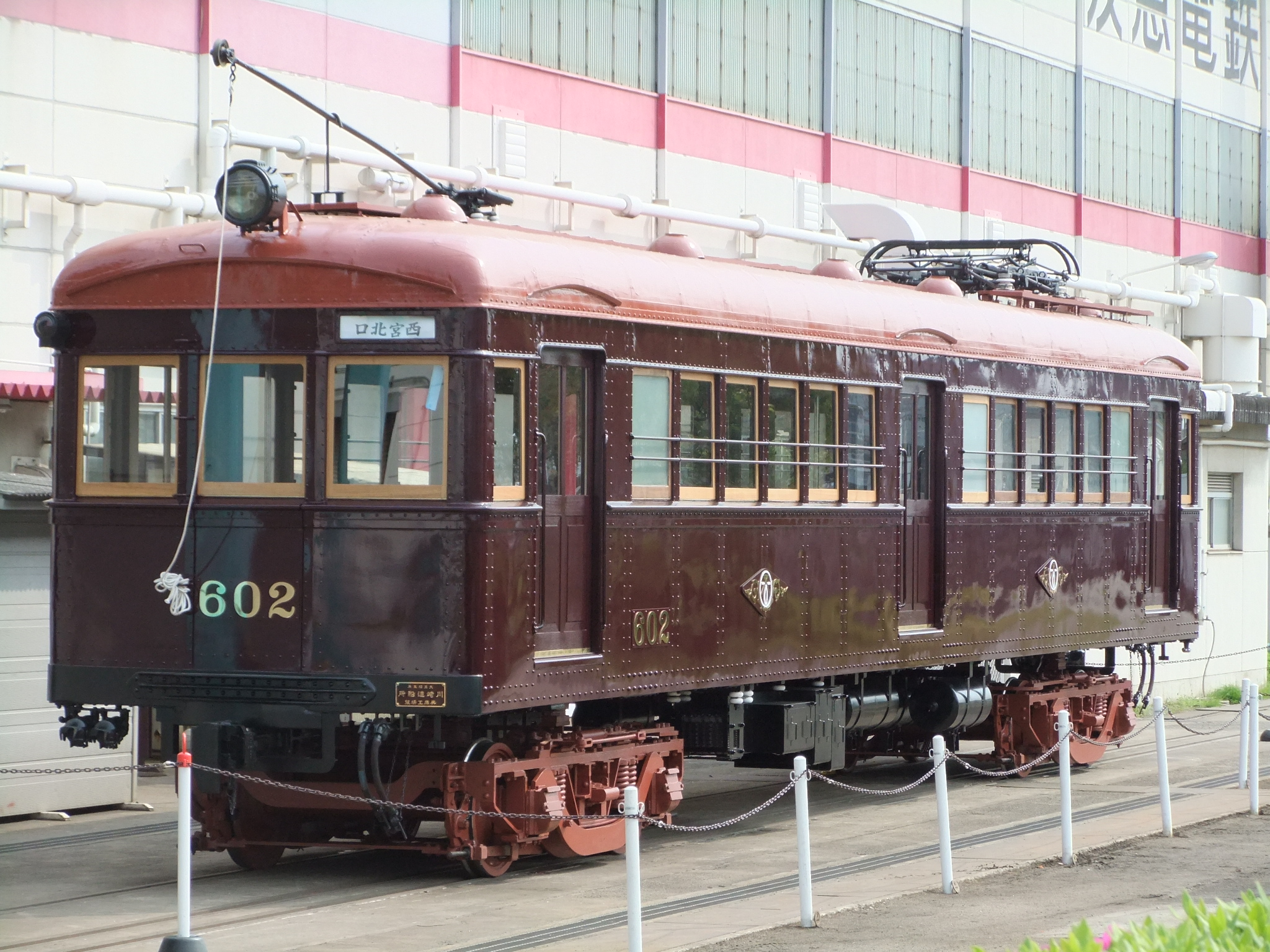
602号車登場時復元後（2011年）

阪急600形電車（はんきゅう600がたでんしゃ）は、阪神急行電鉄が1926年に導入し、京阪神急行電鉄を経て阪急電鉄に在籍した通勤型電車である。阪急初の大型全鋼製車両として、当初は600形並びに800形という形式名で1926年及び1928年に18両が製造された。

## 大型量産全鋼製車両の登場
箕面有馬電気軌道は1917年2月4日に社名を阪神急行電鉄と変更、1920年7月16日に阪神間連絡路線として神戸線が開業した。神戸線開通当時は梅田駅 - 十三駅間で宝塚線と併用軌道区間を含む線路を共有しており、阪神間の所要時間も当初の60分からスピードアップで40分運転まで短縮されたものの、大阪市内の路面区間が輸送力増強の障害となっていた。この解決策として、同区間の併用軌道の解消と高架複々線化による神戸・宝塚両線の分離運転が計画された。
神戸線用の新淀川橋梁は1924年6月12日に、大阪市内の高架複々線化は1926年7月5日に完成した。これにより神戸線に大型車の投入が可能となり、半鋼製車の500・700形と試作全鋼製車の510をベースに、日本初の大型全鋼製車両として600系が登場した。高架線の完成と600系の導入により、梅田〜神戸(上筒井)間の所要時間は35分に短縮された。

## 概要
形式は制御電動車（Mc）が600形、制御車（Tc）が800形である。川崎造船所（現・川崎重工業）兵庫工場で1926年6月に600〜609の10両、800〜806の17両、1928年1月には510（1926年10月14日の十三駅での衝突事故により解体）の代替車として807の1両が製造された。807の車歴表上の製造年月は510と同じ1925年11月である。
基本的なスタイルは先に登場した500・700形や510号を継承しているが、510で採用された上昇窓は再び一段下降窓に戻された。また、本形式ではそれまでの車両にあった車体各部の金の縁取りが廃止されている。

### 車体
車体は本形式から全長約17m、車体幅約2.74mに拡大された。台枠は500・700形のトラス棒に代わり魚腹型台枠を採用している。
車体構造は500・700形の浅い丸屋根から一転して深い丸屋根となり、側板は500・700形同様リベットの多い車体となった。600形の車体重量が約28tと500形の23.1tに比べると5t近く増加している。両運転台車であるが、800形には当初運転台機器が取り付けられていなかったほか、両形式とも窓枠上部にRが取り付けられている。
前面は中央貫通扉付の3枚窓で、運転台窓上の行先表示幕は寸法が拡大されているほか、貫通扉下の台枠にはアンチクライマーを取り付けたが、併用軌道区間を走行することがなくなったことから、当初からフェンダーは取り付けられなかった。
屋根上にはおわん型ベンチレーターを搭載したほか、600形の大阪側にはパンタグラフを搭載した。しかし、600形の登場当初には神戸側にトロリーポールを搭載して、パンタグラフとトロリーポール双方を搭載した写真が残されている。車内の見付は、座席はロングシートで、Hポールで仕切られただけの運転台部分と白く塗られたスタンションポールにシャンデリア調の室内灯は従来の車両と同じである。
本形式を特徴づける深い丸屋根にリベットの多い車体と魚腹式台枠といった車体構造は、川崎造船所において製造された私鉄向けの初期の全鋼製車両の一大特徴となり、この後、全国各地で「川造型」と呼ばれる同型車が登場した。

### 主要機器
主電動機は600形にゼネラル・エレクトリック(GE)社製GE-240AAを4基、制御器は同じくGE製の電空カム軸式自動加速制御器であるPC-12、ブレーキもやはりGE製のJ三動弁によるAVR制御管式自動空気ブレーキをそれぞれ搭載し、台車は汽車製造会社によるボールドウィンA形台車のデッドコピー品であるK-15を装着した。

## 戦前の変遷
本形式は登場直後の試運転で大阪市内の高架複々線に入線、中間に800形を組み込んだ3両編成を2本連結した6両編成で路盤固めに使用された。7月5日の複々線開業後は神戸線の主力として中間に800形を組み込んだ3両編成を組んで運用されたほか、本形式投入で余剰となった51形のうち51 - 62の前面5枚窓車のグループを宝塚線に転出させた。
1928年3月には608-807-609の3両を使用して特急運転を想定した試運転を実施、阪神間を西宮北口駅のみ停車した運行と十三・塚口の両駅を追加して3駅停車した運行の2種類で行われた。
1928年11月には全車にドアエンジンが装備され、車掌の業務が大幅に改善された。同時に608-806-609の3両で阪急初の固定式クロスシートが設けられた。関西では1927年に京阪電気鉄道が1550型で2扉転換クロスシートを、後に阪急になる新京阪鉄道がP-6で2扉固定クロスシートを採用している。クロスシート改造は2両編成運転も想定して807も対象となっていたが、改造の過程で対象外となった。
600系は重量の割に主電動機出力が小さく、特急運転開始後の1930年12月に全編成をM-T-Mの3両編成とした。これにより余剰となった800形の3両を900形と同一性能で電装、特急運用を可能とした。改造車はクロスシート車806を除く804・805・807の3両で、690形690 - 692に改番された。性能は定格出力150kW（750V）の主電動機2基搭載となった。1932年9月には800形の残る全車が電装され、690形が元の車番に復旧された。600系は600形と800形で別性能となり、独立して運用されることになる。クロスシート車も608・609と806に分かれ、ロングシート車と連結運用された。
1934年5月、当初改造の3両を除く800 - 803・806の5両が再び制御車に戻り、捻出された主電動機は900形900 - 904の出力増強用、制御機器や台車は同年製造の920系1次車に転用された。電動車として残った3両は改番されていない。付随車化した800形（800 - 803・806）は900形（900 - 904）とのMc-Tcの2両編成を組成し、900形の2扉クロスシート車と800形の3扉ロングシート車（806はクロスシート車）の編成で特急に充当された。
1941年の太平洋戦争勃発に伴う戦時輸送力増強のため、1942年3月に608・609の2両のクロスシートがロングシートに戻され、900形と組んでいた806もロングシート化された。その後、920系の増備により600形の神戸線運用は減少し、今津線で1形や90形の電装解除車と2連を組んだ。
1944年4月、800形は650形に形式変更された。800 - 803・806は650 - 654に、804・805・807が655 - 657に改番され、650 - 654が制御車、655 - 657が電動車となった。この655 - 657の3両は戦後占領期の一時期、神戸線・今津線での連合軍専用車に指定されていた。
戦争末期の西宮空襲では656が被災したが、戦後1946年には復旧している。この他、609が戦時中春日野道駅構内で972と衝突事故を起こしてしまい、戦時中から戦後しばらくの間長期休車となり、西宮車庫の一隅に留置されて、主要機器は他の車両に提供されていた。

## 度重なる機器換装と改番

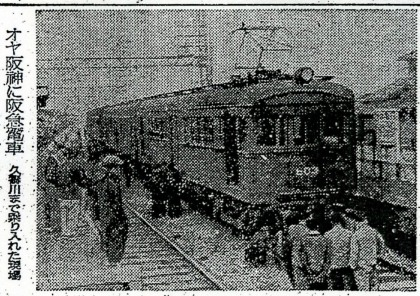
阪神本線に進入し久寿川駅のホームに衝突した603

1948年6月、600 - 604の5両が主電動機出力を170kW×4に強化、台車も550形用に手配したとされる住友金属工業製KS-33に換装された。同時に605 - 609の電装を解除してMc-Tcの2両固定編成を組むこととなった。電装解除で捻出された電装品は550形に流用されている。
運用も600形2両編成による神戸線運用が復活したほか、650形制御車グループは900形及び連合軍専用車指定を解除された電動車グループの655 - 657の中間車として、655 - 657は前述の650形制御車を組み込んだ3両編成のほか中間に電装解除された96形を組み込んだ3両編成で運用され、時には920系の増結車として先頭に立つ姿も見られた。
1949年12月、阪神国道駅 - 今津駅間でブレーキ故障を起こした603-608の2連が操作ミスから勾配区間を転動してしまい、今津駅構内の車止めを突破して当時線路が繋がっていた阪神本線に突入、隣駅の久寿川駅のホームにすれて停車する事故を起こした（詳細は日本の鉄道事故 (1949年以前)#阪急今津線暴走事故を参照）。復旧時は後続の920系2両編成を連結、牽引させて阪急線内に戻した。
1951年3月より、ナニワ工機において車体更新工事が開始された。広幅貫通路を設けたMc-Tcの2両固定編成となり、運転台部分に乗務員扉を追設、ウインドシルもそれまでの2段から平帯となった。性能面でも台車と主電動機について、600 - 604のKS-33とSE-151を900形のL-17とSE-140に振り替え、654も同じ電装品で電装するとともに、655 - 657についてはモーターが2基搭載から4基搭載となり、電動車は全車150kW級電動機4基搭載と性能が統一され、電動車、制御車とも9両ずつの同数となった。
1952年10月、宝塚線規格向上工事の進捗に伴い、600系の宝塚線運用が開始された。1953年4月には車両番号の整理が行われ、電動車は600形、制御車は650形となり、同一形式内の電動車・制御車の混在が解消された。番号の変遷については以下のとおり。なお、表中の地色については、1944年改番時はオレンジ色で、製造時は黄緑色で表示している。
| 600形    | 600形 | 600形 | 600形 | 600形 | 600形 | 600形 | 600形 | 600形 | 600形 |
| 改番年月 | 車番  | 車番  | 車番  | 車番  | 車番  | 車番  | 車番  | 車番  | 車番  |
| -------- | ----- | ----- | ----- | ----- | ----- | ----- | ----- | ----- | ----- |
| 1953.4   | 600   | 601   | 602   | 603   | 604   | 605   | 606   | 607   | 608   |
| 1944.4   | 600   | 601   | 602   | 603   | 604   | 655   | 656   | 657   | 654   |
| 製造時   | 600   | 601   | 602   | 603   | 604   | 804   | 805   | 807   | 806   |
| 650形    |       |       |       |       |       |       |       |       |       |
| 改番年月 | 車番  | 車番  | 車番  | 車番  | 車番  | 車番  | 車番  | 車番  | 車番  |
| 1953.4   | 650   | 651   | 652   | 653   | 654   | 655   | 656   | 657   | 658   |
| 1944.4   | 605   | 606   | 607   | 608   | 609   | 650   | 651   | 653   | 652   |
| 製造時   | 605   | 606   | 607   | 608   | 609   | 800   | 801   | 803   | 802   |

1957年7月、1200系製造に伴う台車・主電動機の転用を行うこととなった。600形600 - 608は台車を920系に供出、550形の流用品に換装した。主電動機は1200系に供出し、300形より流用の82kW×4基となった。650形650 - 658も82kW×2基で電動車化され、全車両が電動車となった。そして同時に、600系は全車宝塚線に集結した。

## 昇圧前後から終焉まで

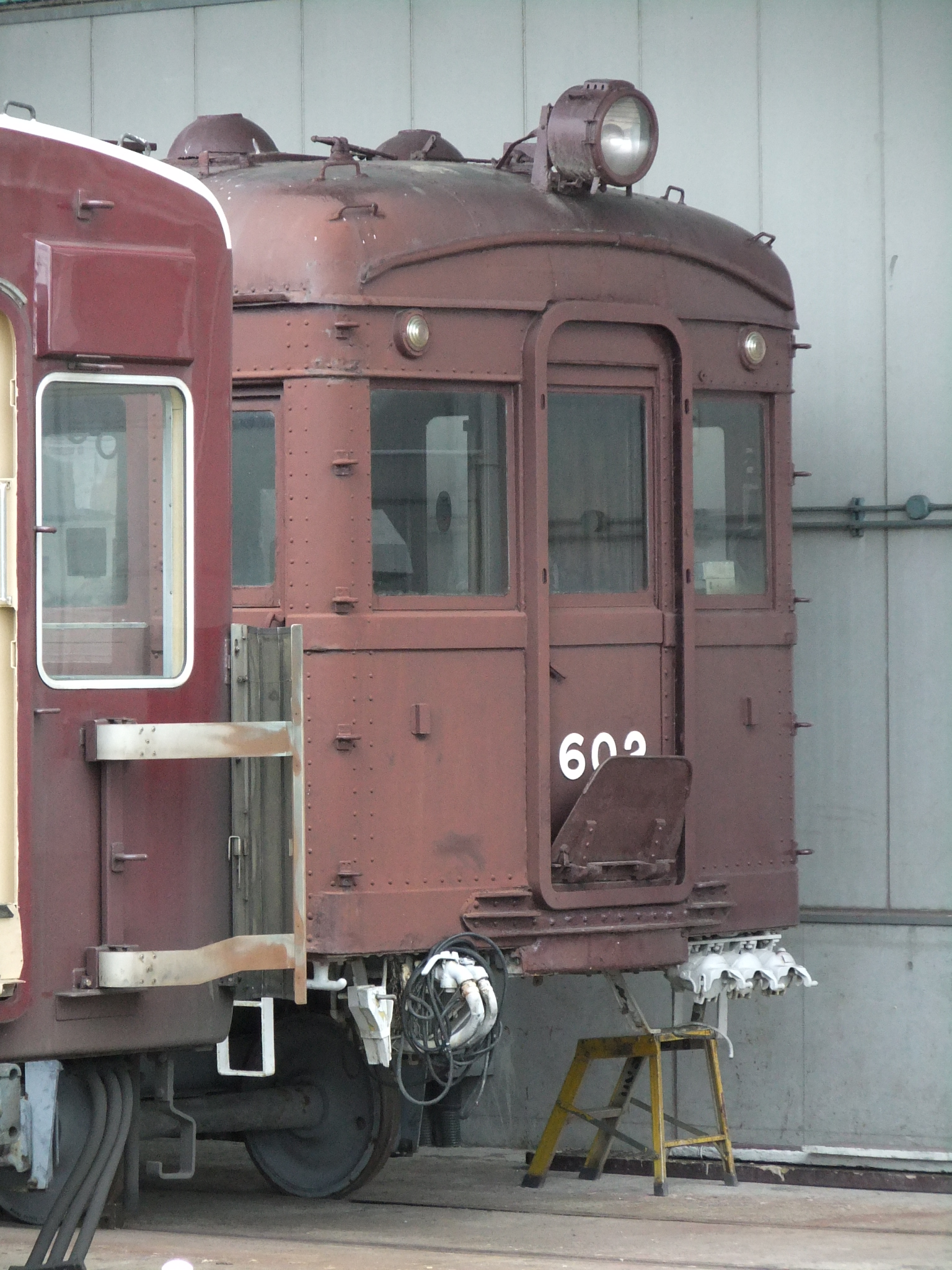
602号車復元前
（車体更新工事後の姿）

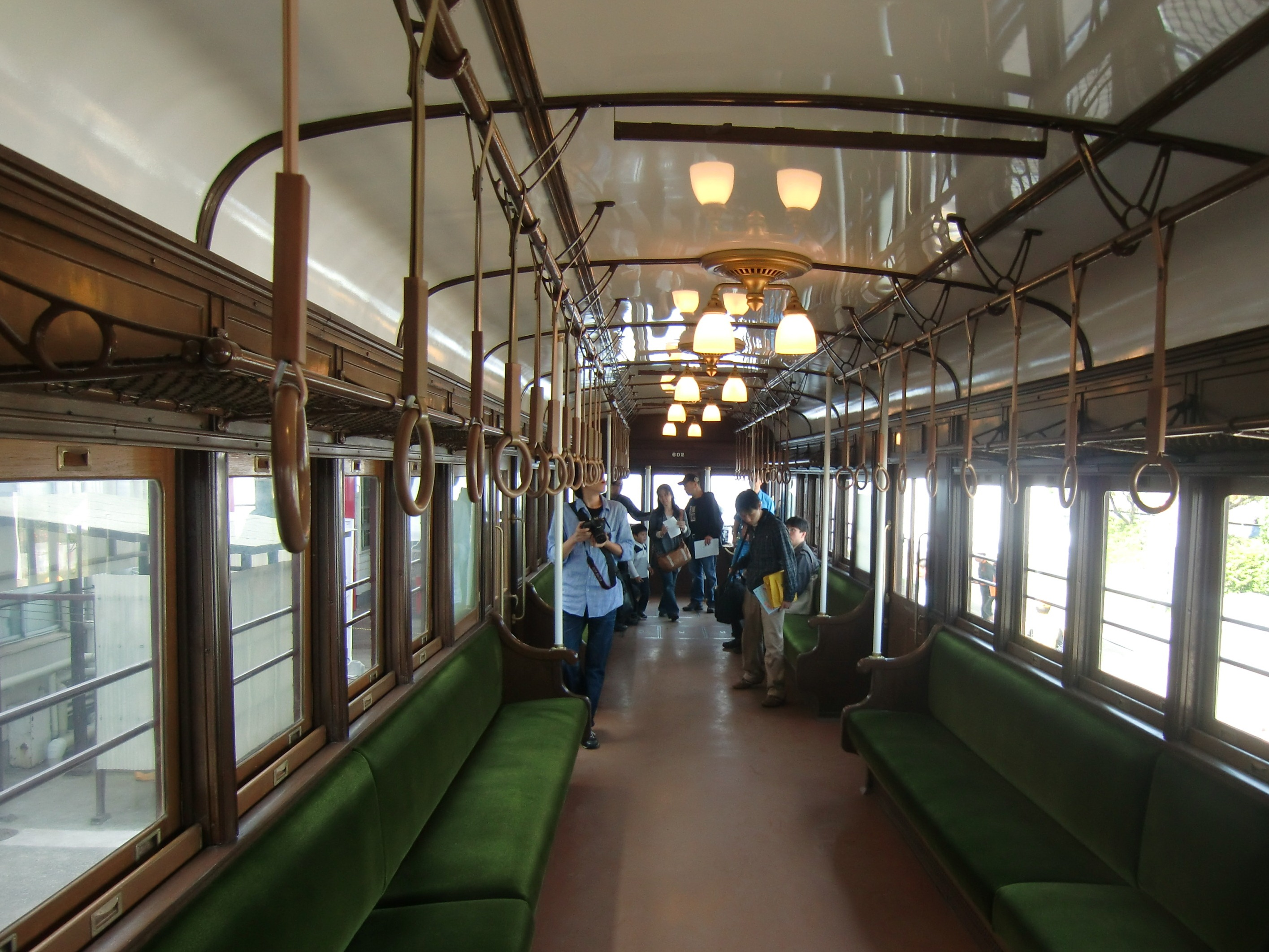
602号車登場時復元後車内

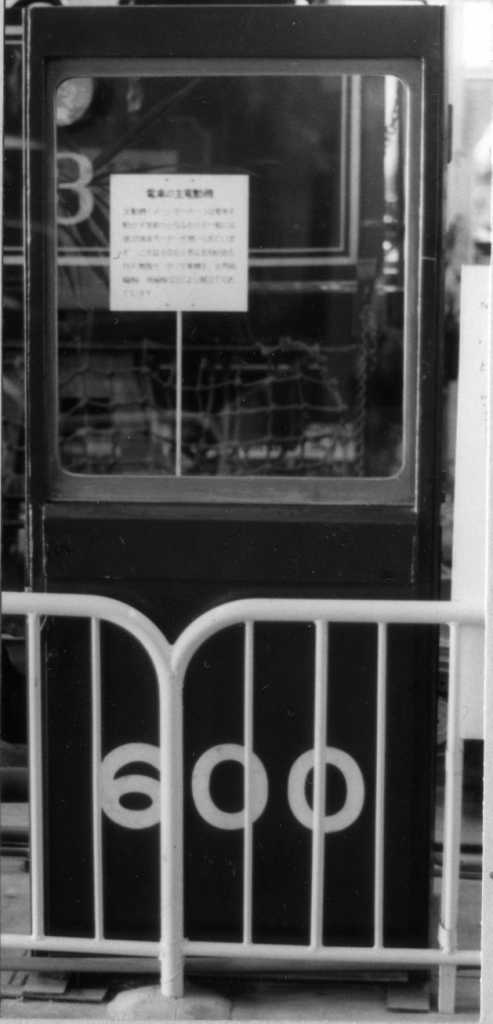
600の貫通扉

宝塚線4両編成の6両編成化と今津線の4両編成運用に際し、一部先頭車の運転台撤去が行われた。1963年10月に601・650・604・653の4両、12月に607・656の2両の計6両の運転台が撤去されて4両固定編成となり、2両で残った編成を宝塚側に増結して6両編成を組成した。このときの編成は以下のとおり。
| ← 梅田宝塚・箕面 → |       |       |       |       |       |
| Mc600              | Mo650 | Mo600 | Mc650 | Mc600 | Mc650 |
| 600                | 650   | 601   | 651   | 602   | 652   |
| 603                | 653   | 604   | 655   | 605   | 655   |
| 606                | 656   | 607   | 657   | 608   | 658   |

この頃になると宝塚線向けの1100系や2100・2021系の増備が進み、神戸線への2000系の増備に伴って920系の宝塚線への転入が進められたことから、本形式も急行をはじめとした優等列車運用をこれらの形式に譲り、普通運用を中心に充当されることとなった。
神宝線の架線電圧1500Vへの昇圧は、神戸線が1967年10月8日、宝塚線が1969年8月24日に実施された。600形も昇圧対応工事の対象車となり、1967年11月に600 - 605と650 - 655が、1969年2月に606 - 608と656 - 658が改造された。電装品は新製で610系改造用と同一品を使用、主電動機は90kW×4基となり、650形は再び制御車に戻った。
工事に先立つ1966年に600×6及び603×6の6両編成2本が今津線に転出、605と652の運転台が撤去された。最後まで宝塚線に残った606×6も昇圧対応工事後に転出、全車西宮車庫に集結した。
昇圧後は主に今津線で使用されたが、600形は乗務員室が狭く環境が良くないため、伊丹線などでは610系の中間車としての使用が多くなった。登場から50年近くが経過する1970年代に入ると、5100系や2200系の増備に伴って次第に休車となる車両が発生した。
1974年12月から廃車が始まり、1975年9月までに全廃となった。電装品の一部は能勢電鉄へ譲渡された610形636 - 640の電装に活用されている。
廃車後、602が川崎重工業の要望により同社の兵庫工場で保存されていた。川崎重工業より2010年12月27日に阪急電鉄へ譲渡され、正雀工場へ搬入ののち2011年1月より整備を開始し、4月末に登場時の姿への復元作業を完了した。
600の貫通扉が宝塚ファミリーランド電車館で保存されていた。現在は正雀工場内の阪急ミュージアムで引続き保存されている。